# Crocallis bieli
Crocallis bieli là một loài bướm đêm trong họ Geometridae.